# Nywa Winnica
Nywa Winnica (ukr. Спортивний футбольний клуб «Нива», Sportywnyj futbolnyj kłub "Nywa") – ukraiński klub piłkarski z siedzibą w Winnicy. Założony w roku 1958 jako Łokomotyw.
Występuje w rozgrywkach ukraińskiej Druhiej-lihi.

## Historia
Chronologia nazw:
- 1958: Łokomotyw Winnica (ukr. «Локомотив»  Вінниця)
- sierpień 1979: Nywa Winnica (ukr. «Нива» Вінниця)
- kwiecień 1999: FK Winnica (ukr. ФК «Вінниця»)
- lipiec 2003: Nywa Winnica (ukr. «Нива» Вінниця)
- 2006: Nywa-Switanok Winnica (ukr. «Нива-Світанок» Вінниця)
- 1 lipca 2008: Nywa Winnica (ukr. «Нива» Вінниця)
- lipiec 2012: klub rozwiązano
- lipiec 2015: Nywa Winnica (ukr. «Нива» Вінниця)
- 1.03.2016: Nywa-W Winnica (ukr. «Нива-В» Вінниця)
- 27.06.2018: Nywa Winnica (ukr. «Нива» Вінниця)

Klub piłkarski w Winnicy został założony za inicjatywą naczelnika ukraińskiej Kolei Południowo-Zachodniej Krywonosa w 1958 roku jako Łokomotyw Winnica - od nazwy towarzystwa sportowego kolejarzy. Klub brał udział w rozrywkach piłkarskich byłego ZSRR.
Od początku rozrywek w niepodległej Ukrainie klub występował w Wyższej Lidze. Po pierwszym sezonie klub spadł do Pierwszej Lihi, ale od razu powrócił po sezonie nieobecności. W 1997 roku klub ponownie spadł do Pierwszej Lihi i występował w niej do 2005 roku. W wyniku problemów finansowych klub przez dwa lata funkcjonował jako drużyna amatorska. W sezonie 2007/08 odnowiony zespół, z nową nazwą "Nywa-Switanok", występował w Drugiej Lidze.
W czerwcu 2008 klub zmienił nazwę na Profesjonalny Futbolowy Klub "Nywa" Winnica.
5 lipca 2012 klub z przyczyn finansowych rezygnuje z rozgrywek w Pierwszej Lidze i potem został rozformowany.
W lipcu 2015 klub został reaktywowany jako Nywa Winnica. Głównym trenerem został mianowany Wołodymyr Rewa. 1 marca 2016 klub zmienił nazwę na Nywa-W Winnica.
Latem 2016 klub otrzymał licencję na grę w Drugiej Lidze. 27 czerwca 2018 klub zmienił nazwę na Nywa Winnica.

## Sukcesy
- 8 miejsce w Wyższej Lidze:

1992
- finalista Pucharu Ukrainy:

1996

## Trenerzy
- 1958–08.1958:  Kostiantyn Szczehocki
- 08.1958–13.07.1962:  Wiktor Żylin
- 13.07.1962–15.08.1962: Borys Łypski (p.o.)
- 15.08.1962–12.1962: Hajk Andreasjan
- 1963:  Josyp Lifszyć
- 1964–07.1964:  Matwij Czerkaski
- 07.1964–15.09.1964:  Ruwim Koenman(p.o.)
- 15.09.1964–1965:  Wiktor Żylin
- 1966:  Ołeh Makarow
- 1967–07.1967:  Ramiz Kariczew
- 1968:  Wołodymyr Bohdanowycz
- 1969–07.1969:  Mykoła Kuzniecow
- 07.1969–1969:  Witalij Kochanowski
- 1970–1974:  Abram Łerman
- 1975–0?.1975:  Iwan Terłecki
- 0?.1975–08.1977:  Jurij Awanesow
- 08.1977–09.1979:  Wiktor Żylin
- 09.1979–1982:  Iwan Terłecki
- 1983–09.1986:  Juchym Szkolnykow
- 09.1986–04.1988:  Anatolij Szydłowski
- 07.1988–09.1990:  Ołeksandr Tomach
- 09.1990–03.1992:  Wjaczesław Hrozny
- 04.1992–06.1992:  Wałerij Petrow
- 08.1992–06.1994:  Juchym Szkolnykow
- 07.1994–04.1995:  Ołeksandr Bobaryko
- 04.1995:  Jurij Kowal (p.o.)
- 04.1995–06.1996:  Serhij Morozow
- 07.1996–04.1997:  Pawło Kasanow
- 05.1997:  Wołodymyr Rewa (p.o.)
- 05.1997–06.1998:  Ołeksandr Iszczenko
- 06.1998:  Wołodymyr Atamaniuk (p.o.)
- 07.1998:  Łeonid Hajdarży (p.o.)
- 08.1998–11.1998:  Ihor Jaworski
- 03.1999–04.2000:  Łeonid Hajdarży
- 05.2000–11.2000:  Wołodymyr Rewa
- 03.2001–05.2001:  Ołeksandr Petrakow
- 06.2001–10.2001:  Wałerij Duszkow
- 10.2001–11.2001:  Witalij Tarasenko
- 03.2002–06.2003:  Wołodymyr Rewa
- 07.2003–09.2003:  Roman Pokora
- 09.2003:  Taras Czopyk (p.o.)
- 09.2003–04.2004:  Anatolij Radenko
- 04.2004:  Ołeh Fedorczuk (p.o.)
- 05.2004–06.2004:  Wołodymyr Ihnatenko (p.o.)
- 06.2004:  Roman Pokora (p.o.)
- 07.2004–06.2005:  Wołodymyr Bezsonow
- 07.2006–04.2007:  Jurij Sołowjenko
- 04.2007–06.2007:  Witalij Tarasenko
- 07.2007–04.2008:  Iwan Panczyszyn
- 04.2008–06.2008:  Rusłan Rapawa (p.o.)
- 07.2008–19.03.2009:  Bohdan Bławacki
- 20.03.2009–06.2009:  Jurij Sołowjenko
- 07.2009–20.10.2011:  Ołeh Fedorczuk
- 20.10.2011–5.07.2012:  Ołeh Szumowycki, Ołeh Ostapenko (p.o.)
- 07.2015–06.2016:  Wołodymyr Rewa
- 07.2016–22.10.2016:  Jurij Sołowjenko
- 27.10.2016–10.03.2017:  Jurij Sołowjenko (p.o.)
- 11.03.2017–18.09.2017:  Wołodymyr Horiły
- 22.09.2017–10.11.2018:  Denys Kołczin
- 27.01.2019–26.11.2019:  Colince Ngaha
- 26.11.2019–25.12.2019:  Ołeh Szumowycki (p.o.)
- 26.11.2019–...:  Ołeh Szumowycki

## Inne
- FK Berszad

## Europejskie puchary
Legenda do wszystkich tabel:
- Q – runda eliminacyjna, 1/16, 1/8, 1/4, 1/2 – odpowiednia faza rozgrywek, Grupa – runda grupowa, 1r gr – pierwsza runda grupowa, 2r gr – druga runda grupowa, F – finał, R – runda, PO – play-off
- k. – rzuty karne, los. – losowanie, Dogr. – dogrywka, w. – zasada bramek strzelonych na wyjeździe

| Sezon   | Rozgrywki                 | Runda | Przeciwnik        | Dom | Wyjazd | Ogólnie |
| ------- | ------------------------- | ----- | ----------------- | --- | ------ | ------- |
| 1996/97 | Puchar Zdobywców Pucharów | Q     | JK Tallinna Sadam | 1–0 | 1–2    | 2–2, w. |
| 1996/97 | Puchar Zdobywców Pucharów | 1R    | FC Sion           | 0–4 | 0–2    | 0–6     |